# Joost Niemöller
Joost Niemöller (Haarlem, 25 februari 1957) is een Nederlands schrijver en oud-journalist.

## Levensloop
Niemöller slaagde in 1981 voor zijn kandidaatsexamen Neerlandistiek aan de Universiteit van Amsterdam, maar studeerde niet af als neerlandicus.
Hij startte daarna als journalist bij verschillende mediabedrijven, waaronder De Pers, De Groene Amsterdammer, Nieuwe Revu, De Dagelijkse Standaard en HP/De Tijd. 
In 1984 debuteerde hij met de verhalenbundel De dood, de stad, de rug tegen de muur. Er zouden daarna nog een vijftal romans volgen.
Op 13 februari 2025 werd Niemöller benoemd tot hoofdredacteur van Ongehoord Nederland.

## Iconoclasme
In 2010 begon Niemöller met een eigen weblog, De Nieuwe Realist. Vanaf dat moment zou Niemöller langzaamaan meer uitgesproken opinies en complotten delen.
In 2014 schreef hij een boek over de ramp met de MH17 waarin hij – tegen de algemene consensus in – de verantwoordelijkheid bij Oekraïne legt. Ook tijdens de Russische invasie van Oekraïne in 2022 blijft Niemöller trouw aan de Russische visie van de speciale operatie.
Zijn medewerking aan het NCRV-programma Lunch! werd in 2013 beëindigd na een omstreden publicatie op zijn weblog.
In februari 2016 kwam Joost Niemöller verder in opspraak toen hij het opnam voor het spreekrecht van David Irving, die hij naast antisemiet 'een van de belangrijkste historici over WOII' noemde.